# جيرالد واشنطن
جيرالد واشنطن (بالإنجليزية: Gerald Washington)‏ هو سياسي أمريكي، ولد في 1949، وتوفي في 30 ديسمبر 2006.